# Вівчарство в Україні
Вівча́рство — окрема галузь тваринництва, яка забезпечує розведення овець і виготовлення сировини для легкої промисловості (шерсть, овчина, смушки) і харчових продуктів (молоко, м'ясо, сало). Найціннішим продуктом є шерсть, яку використовують у виробництві тканин, трикотажу, килимів, валяних виробів тощо. Зі шкір овець виготовляють хутряні вироби. З молока грубошерстих овець виробляють сири.
У давнину в шкуру ягнят закутували недоношених дітей, щоб вони вигрівались, як у лоні матері. Вівці виділяють піт, який містить сірку, жирні кислоти та бактерицидний ланолін, що використовується в парфумерно-косметичному виробництві і фармакології як основа для мазей.

## Загальна характеристика вівчарства в Україні
Вівчарство в Україні є традиційною галуззю та відіграє визначну роль в економіці народного господарства. Основна чисельність поголів'я зосереджена в зоні степу. Вівці постачають вовну для промисловості, необхідну для виробництва різних тканин, цінні каракульські смушки, які експортують за кордон, та дають молоко — важливий продукт харчування населення.
Найважливіше значення як сировина безперечно відіграє вовна. На кожного жителя країни припадає 3 м вовняних тканин при потребі 5 м. Крім того, значну частину вовни споживають для технічних цілей. Вовнопереробна промисловість в Україні зазнає великої нестачі власної вовни.
З тонкої вовни завдяки її високим технологічним якостям виготовляють найкращі шерстяні тканини. З одного кілограма митої тонкої вовни отримують близько 3 м тканини, а з такої ж кількості грубої — лише 1—1,2 м тканини, причому нижчої якості. З кожної тонкорунної вівці щорічно настригають в середньому 5 і більше кг тонкої вовни, з якої після промивання виходить близько митої вовни. З грубововнової вівці щорічно одержують 1,2 кг. Сировиною для трикотажних виробів та технічних сукон є вовна напівтонкорунних овець.
Вівці мають високу плодючість. Більшість порід, яких розводять в Україні, при нормальних умовах годівлі та утриманні дає 120—140 ягнят на 100 вівцематок. Крім того, вівці характеризуються прискореним оборотом поголів'я, через що збільшується виробництво вовни і баранини. Якщо взяти до уваги велике значення вовни в домашньому побуті населення, то вівчарство, як джерело цієї сировини, набуває великої ваги.
Вівця дає цінну хутрову сировину. Завдяки не найвищій ціні овечі шкури користуються великим попитом у населення. Сучасна технологія дає можливість виготовляти із овечих шкір теплі жіночі пальта, куртки, а також кожухи, кожушанки, коміри та інше. Особливо велику цінність являють смушки, які крім широкого споживання населенням нашої країни можуть мати велике експортне значення, як одне з джерел одержання валюти.
Вівчарство відіграє також велику роль у постачанні продуктів харчування для населення. Важливим продуктом вівчарства є баранина. Хоч питома вага в м'ясному балансі її не значна, проте, маючи цінні поживні властивості, вона широко використовується як дієтичний продукт, виробництво якого значно дешевше інших видів дієтичного м'яса.
Цінний харчовий продукт виробляється з овечого молока. Каракульська вівцематка, у якої ягнят забивають на смушки, може дати 120—180 кг товарного молока, а цигайська і гірськокарпатська після відбивки ягняти — 30—40 кг. Овече молоко містить 6,5—7,2 % жиру, 5,6—6 % білка, 18—20 % сухих речовин. З овечого молока виготовляють бринзу.
Популярні в Україні породи:
- тонкорунні (асканійська тонкорунна вівця та прекос) — 34,6 %;
- напівтонкорунні (цигайська вівця) — 25,0 %;
- українські м'ясо-вовнові з кросбредною вовною — 2,5 %;
- грубововнові — 3,7 %;
- каракульські та смушкові — 5,7 %[2].

Протягом останніх п'яти років створено й апробовано таврійський тип асканійської тонкорунної породи з настригом вовни 3,6—3,9 кг; два нових типи породи прекос: харківський та закарпатський, живою масою вівцематок 57—58 кг і настригом вовни 2,65—3,0 кг; нові типи м'ясо-вовнових овець із кросбредною вовною: асканійські кросбреди та асканійські чорноголові (не мають аналогів у світі), з виробництвом м'яса на вівцематку 65—78 кг і настригом вовни 4,0—5,6 кг; гірськокарпатську породу овець із килимовою вовною.

## Розведення овець в Україні
В Україні овець розводять 16 племзаводів:
- Асканійську тонкорунну — 3 племзаводи: «Асканія Нова» та «Червоний чабан» (Херсонська обл.), «Атманай» (Запорізька обл.);
- Прекос — 4 племзаводи: «Іллічівка», «Степок», «Чувиріне» (Харківська обл.) і «Прикордонник» (Закарпатська обл.);
- Цигайську породу — 5 племзаводів: завод ім. Р. Люксембург (Донецька обл.), «Славне», «Чорноморський» (АР Крим), «Вікторія» (Одеська обл.), «Дружба народів» (Чернівецька обл.);
- Українську м'ясо-вовнову вівцю — 3 племзаводи: «Асканія Нова», «Маркеєво» (Херсонська обл.), племзавод ім. Щорса (Харківська обл.)
- Сокільську породу — 1 племзавод: «Сокільський» (Полтавська обл.);
- Асканійський багатоплідний каракуль — 1 племзавод: «Маркеєво» (Херсонська обл.)

## Наукове забезпечення галузі
Наукове забезпечення вівчарства здійснює Інститут тваринництва степових районів ім. М. Ф. Іванова «Асканія-Нова» — Національний науковий селекційно-генетичний центр з вівчарства.